# Забудова, орієнтована на громадський транспорт

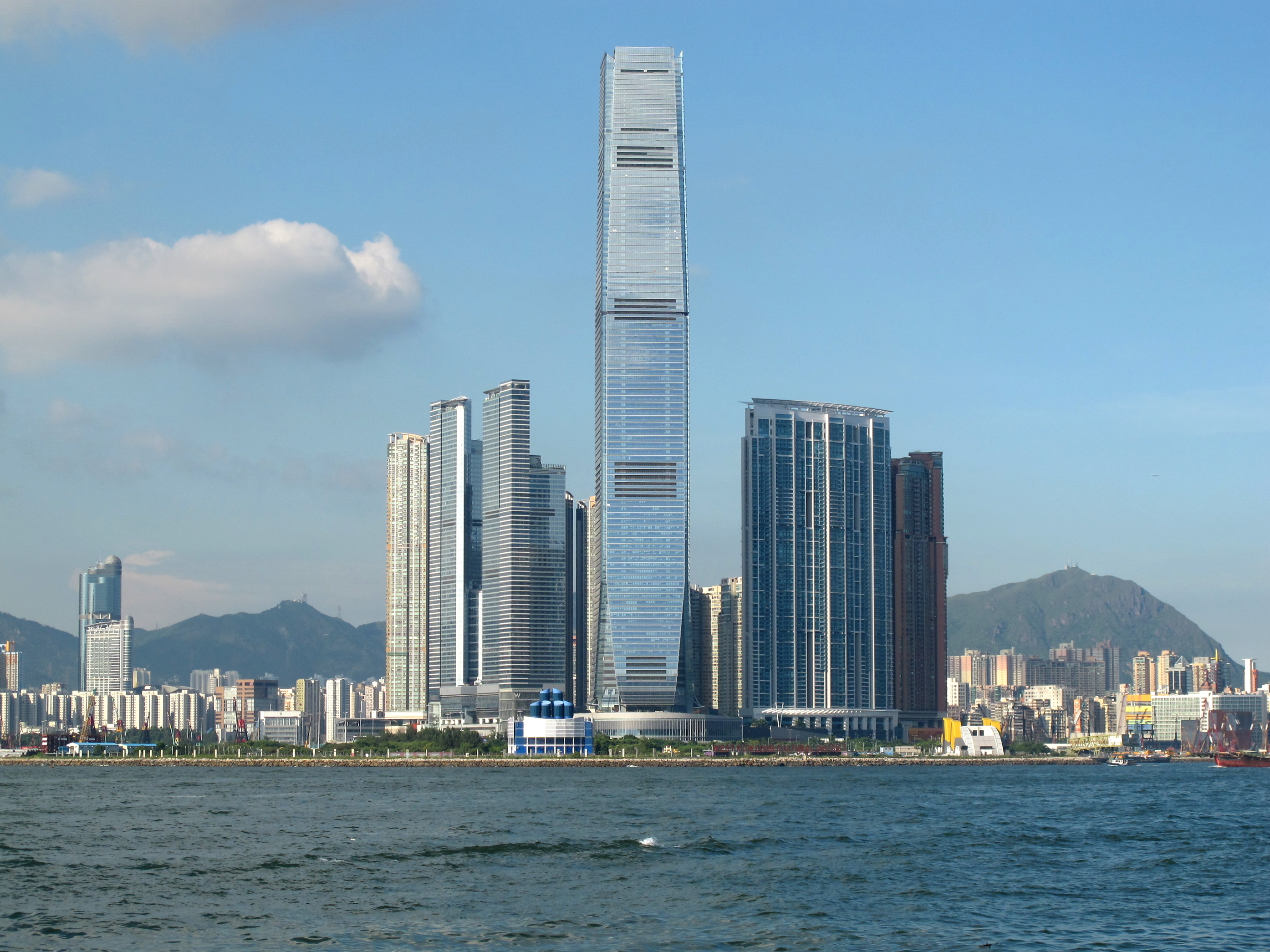
Район Union Square, розташований довкола станції метро Коулун, Гонконг

У міському плануванні забудова, орієнтована на громадський транспорт (англ. transit-oriented development, скор. TOD) — це тип міської забудови, який максимізує кількість житлового, ділового та розважального простору в межах пішохідної доступності від громадського транспорту.Він сприяє симбіотичному зв'язку між щільним, компактним містом і використанням громадського транспорту. Роблячи це, TOD прагне збільшити використання громадського транспорту шляхом зменшення використання приватних автомобілів і сприяння сталому розвитку міст. У американській англійській слово «transit» означає, зокрема, громадський транспорт, і для цього терміну (TOD) переклад буде саме таким; слово «development» в цьому терміні використовується більше як «забудова», і рідше як «розвиток».
Забудова, орієнтована на громадський транспорт зазвичай включає у себе центральну зупинку громадського транспорту (наприклад, залізничну станцію, трамвайну чи автобусну зупинку), оточену зоною змішаного використання з високою щільністю, а райони з меншою щільністю поширюються від цього центру. Також цей район зазвичай спланований таким чином, щоб бути більш привабливим для пересування пішки, ніж інші забудовані території, завдяки використанню кварталів меншого розміру, зменшенню площі, призначеної для автомобілів, і більш якісному облаштуванню громадських просторів..
Найщільніші зони TOD зазвичай розташовані в радіусі до 400—800 м навколо центральної зупинки транспорту, оскільки це вважається відповідним масштабом для пішоходів, таким чином вирішуючи проблему останньої милі.

## Опис
Багато нових міст, створених після Другої світової війни в Японії, Швеції та Франції, мають риси характерні для районів, орієнтованих на громадський транспорт. У певному сенсі майже всі громади, побудовані на намивних територіях у Нідерландах або як приміська забудова в Данії, мали місцевий еквівалент принципів TOD, інтегрованих у їхнє планування, включаючи промоцію велосипедів для місцевого використання.
У США окружність радіусом 800 метрів (пів-милі) де-факто стала стандартом для зон обслуговування залізничного транспорту у районах, орієнтованих на громадський транспорт. 800 м це відстань, яку людина може пройти за 10 хвилин звичайним кроком (зі швидкістю близько 5 км/год), і це загальна оцінка відстані, яку люди пройдуть, щоб дістатися до залізничної станції. Півмильне кільце має площу трохи більше 500 акрів (2,0 км2).
Головні переваги забудови, орієнтованої на громадський транспорт є наступними:
- Доступність громадського транспорту, що дозволяє легко пересуватися без автомобіля.
- Щільність, створена для забезпечення доступу до громадського транспорту, також покращує доступ до магазинів таі приватного бізнесу.
- Кращий доступ до робочих місць та міських сервісів.
- Збільшення населення поблизу зупинок громадського транспорту, таких як зупинка приміської залізниці, що в кінцевому підсумку збільшує кількість пасажирів громадського транспорту в усіх напрямках.[9]

## Світові приклади
Багато міст у всьому світі розробляють політику забудови, орієнтованої на громадський транспорт. Торонто, Портленд, Монреаль, Сан-Франциско та Ванкувер та багато інших міст розробили та продовжують писати політику та стратегічні плани, спрямовані на зменшення залежності від автомобіля та збільшення використання громадського транспорту.

### Латинська Америка

#### Курити́ба, Бразилія

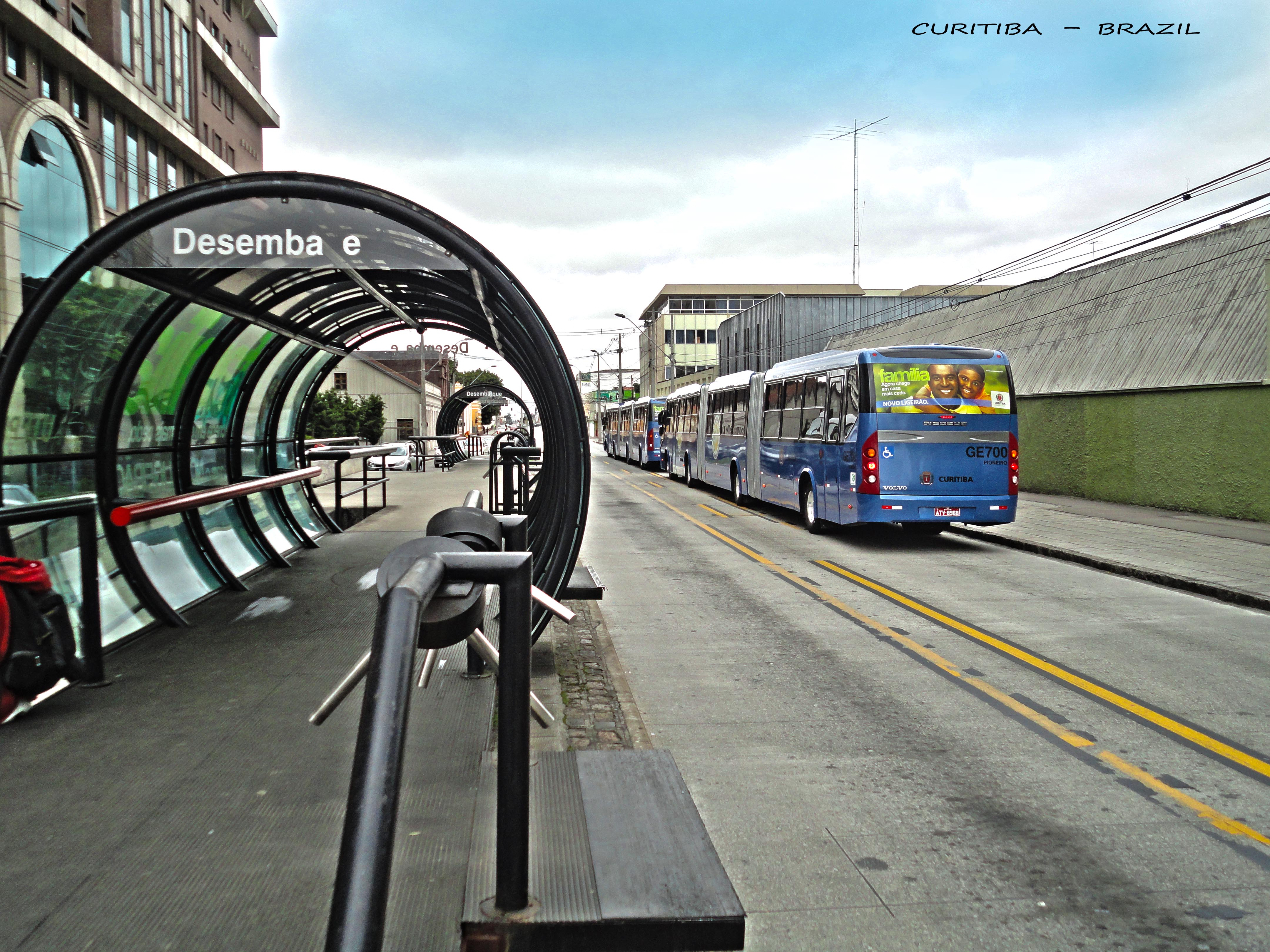
Зупинка швидкісного автобуса у м. Куритиба, Бразилія

Одним із найперших і найуспішніших прикладів такого розвитку є місто Куритиба, Бразилія, де було організовано транспортні коридори. Протягом багатьох років місто інтегрувало свої плани зонування та транспортне планування, щоб розташувати щільну забудову поруч із транспортними системами великої пропускної спроможності, зокрема з коридорами BRT. Після провалу свого першого досить грандіозного міського плану через брак фінансування, Куритиба зосередилася на роботі з економними формами інфраструктури, тому вона організувала унікальні адаптації, такі як автобусні маршрути (недорога інфраструктура) із системами маршрутизації, обмеженим доступом і швидкістю. схожі на системи метро. Джерелом інновацій у Куритибі стала унікальна форма спільного міського планування, яка акцентує увагу на громадській освіті, обговоренні та згоді.

#### Гватемала Сіті, Гватемала
Намагаючись контролювати швидке зростання міста Гватемала, багаторічний мер Альваро Арсу запровадив план контролю зростання, заснований на трансектах уздовж важливих магістралей і демонстрації характеристик забудови, орієнтованої на громадський транспорт (TOD). Прийнятий план POT (Plan de Ordenamiento Territorial) має на меті дозволити будівництво більш високих багатофункціональних будівель безпосередньо біля великих магістралей. Будівлі поступово зменшуватимуть висоту та щільність у міру збільшення відстані від магістральних доріг.[16] Це впроваджується одночасно з системою швидкого автобусного транспорту (BRT), яка називається Transmetro.

#### Мехіко, Мексика
Мехіко роками бореться із забрудненням. Було зроблено багато спроб зорієнтувати громадян на громадський транспорт. Розширення ліній метрополітену, як метро, так і автобусів, відіграло важливу роль. За прикладом Куритиби було створено багато швидкісних автобусних ліній на багатьох найважливіших вулицях Мехіко. Автобусна лінія зайняла дві смуги для автомобілів, які використовуватимуться лише автобусами, що збільшило потік для автобусного транспорту.
Місто також робило великі спроби промоції їзди на велосипеді, зокрема закриваючи проїзну частину цілих вулиць в певні дні, щоб ними могли користуватися лише велосипедисти.
Також посилили контроль за рухом автомобілів. Нові правила забороняють їздити старими автомобілями містом, іншим авто в певні дні. Електрокарами дозволено їздити щодня, і вони мають безкоштовну парковку. Зменшення громадського простору, відведеного для автомобілів, і посилення правил спричинило значне роздратування серед щоденних користувачів автомобілів. Місто сподівається спонукати людей більше користуватися громадським транспортом.

### Північна Америка

#### Калгарі, Альберта

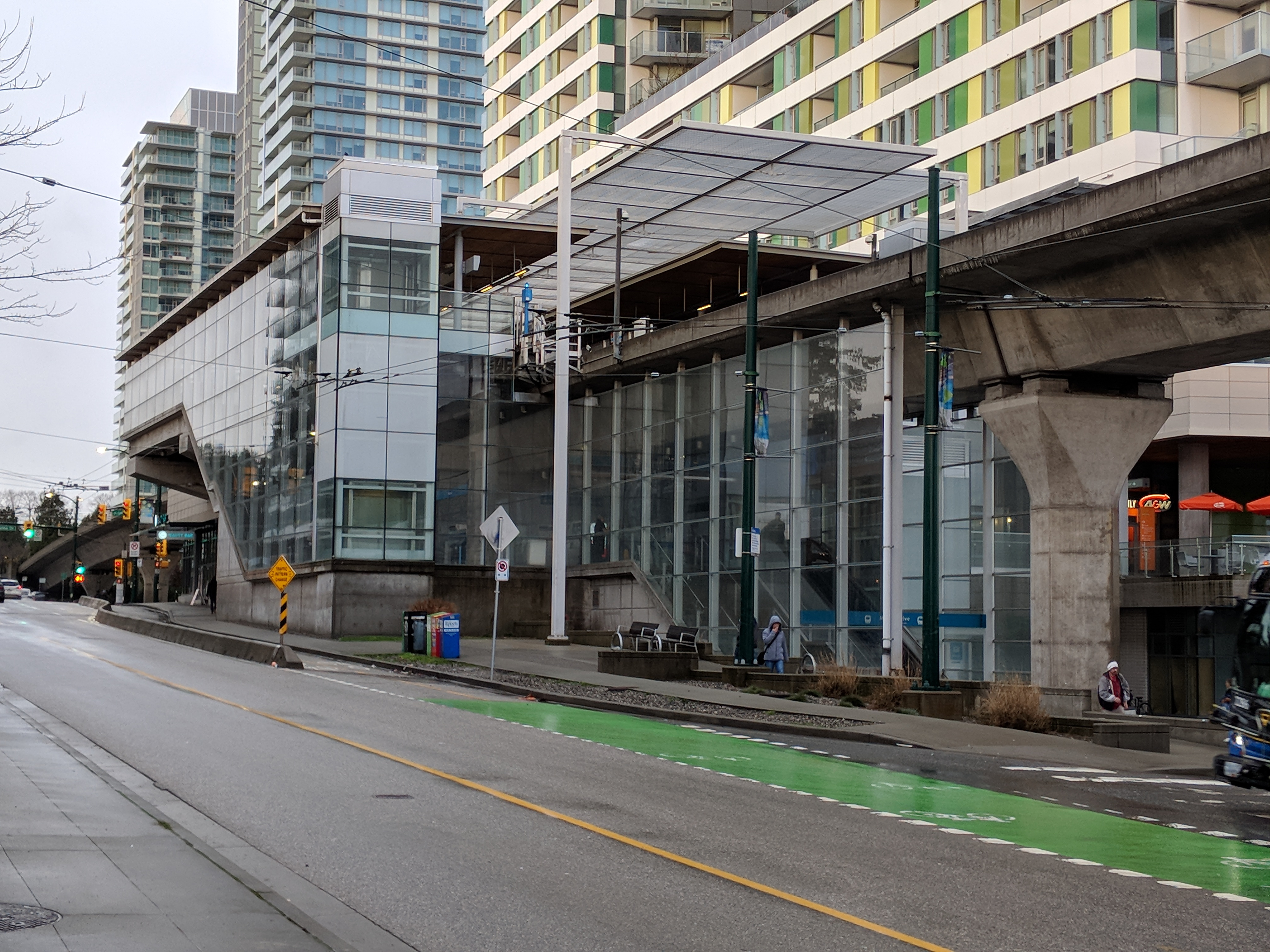
Багатоповерхова забудова біля станції метро у м. Калгарі, Канада

Забудова, орієнтована на громадський транспорт у Калгарі (TOD) відбувалася в основному навколо станцій уздовж системи легкорейкового транспорту Калгарі (LRT), також відомої як мережа CTrain. Хоча система CTrain у Калгарі існує з 1981 року, впровадження принципів TOD почалося відносно недавньою, причому більша частина розвитку відбувалася після 2010 року. Більшість забудови відбувалося вздовж Червоної лінії системи LRT, особливо навколо станцій північно-західної частини з районами навколо станцій у Брентвуді, Далхаузі та Банф-Трейл, де спостерігається найбільший розвиток. Наприклад біля станції Брендвуд поряд з університетським містечком за останні вісім років було збудовано житлові будинки на майже 900 квартир., у радіусі 600 метрів від станції Брентвуд, а також пропоновані забудови, які перебувають в розробці.
Для міста Калгарі TOD є постійним процесом і місто опублікувало політичні вказівки та стратегії впровадження для забудови, орієнтованої на громадський транспорт.

#### Торонто, Онтаріо
Торонто має давню політику заохочення нового будівництва вздовж маршруту основної лінії метро Yonge Street. Найбільш помітними є розвиток району Йонге та Еглінтон у 1960-х та 1970-х роках; і нинішній розвиток 2 км коридору Yongge Street на північ від Шеппард-авеню, який розпочався наприкінці 1980-х років. Лише за період з 1997 року на останньому відрізку з'явився великий новий торговий центр, а також побудовано та заселено понад двадцять тисяч нових квартир у житлових кондомініумах. З моменту відкриття лінії метро Шеппард у 2002 році спостерігається бум будівництва кондомініумів уздовж маршруту на східній авеню Шеппард між вулицею Йонге та Дон Міллс Роуд.

#### Ванкувер, Британська Колумбія
Ванкувер має багату історію створення нової забудови навколо своїх ліній SkyTrain і будівництва локальних підцентрів на головних станціях і вздовж коридорів громадського транспорту. Варто відзначити район Метротаун у передмісті Бернабі, Британська Колумбія, біля станції метро Метротаун. Території навколо станцій стимулювали будівництво багатомільярдної нерухомості з високою щільністю забудови, з кількома висотками біля багатьох станцій, що викликало занепокоєння щодо швидкої джентрифікації.

#### Нью-Джерсі

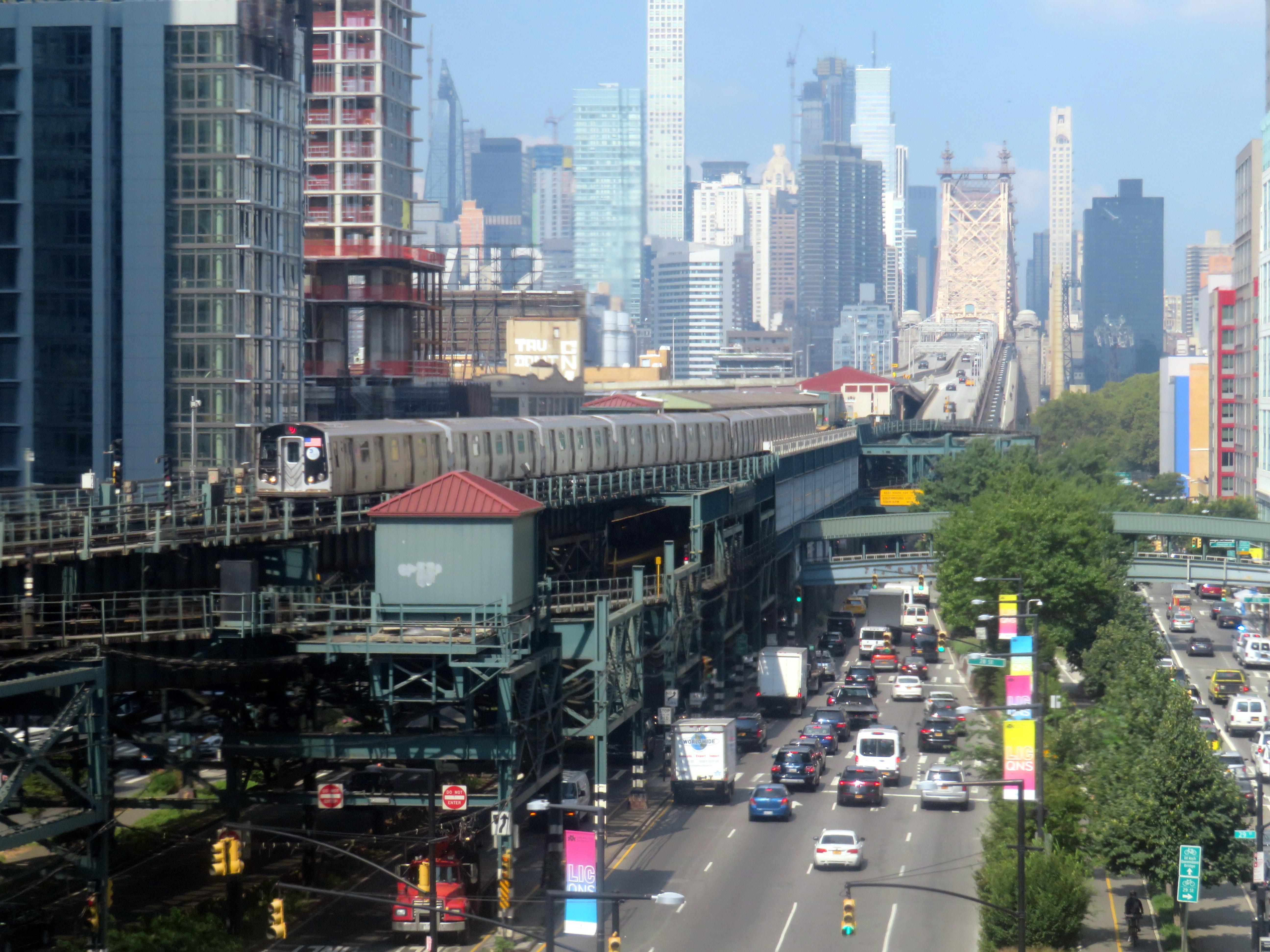
Станція Куінсборо-Плаза у районі Лонг-Айленд, Нью-Йорк, США

Нью-Джерсі став національним лідером у просуванні розвитку забудови, орієнтованої на громадський транспорту. У 1999 році Департамент транспорту штату Нью-Джерсі започаткував Ініціативу Transit Village, пропонуючи міжвідомчу допомогу та гранти з щорічного фонду в 1 мільйон доларів будь-якому муніципалітету з готовим проектом із управління територією. Розбудова має також зберегти архітектурну цілісність історично значущих будівель. З 1999 року в штаті є численні проекти такого типу, які перебувають на різних стадіях розвитку:

#### Нью-Йорк
Багато районів Нью-Йорка розташовані поблизу станцій нью-йоркського метро, що дозволяє легко дістатися до будь-яких районів міста та центральних ділових районів. Щоб максимізувати використання нью-йоркського метрополітену, багато станцій метрополітену оточують забудовою з високою щільністю житлових і комерційних будівель. Це стосується таких районів, як центр Брукліна, центр Манхеттена, Лонг-Айленд-Сіті та Саннісайд. Крім того, чимало підцентрів Великого Нью-Йорка розташовані у пішій доступності від станцій регіональної залізниці.

#### Солт-Лейк-Сіті, Юта

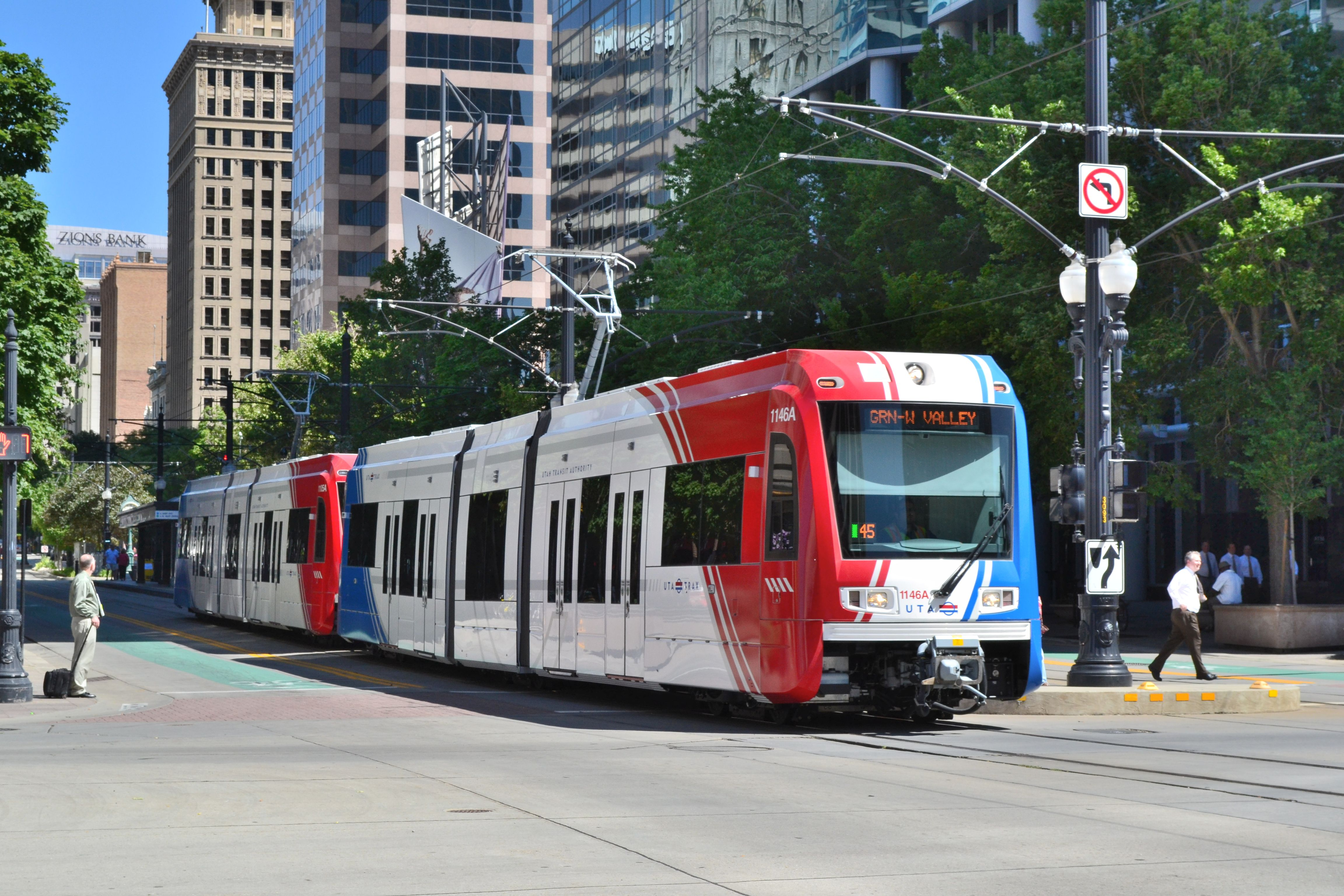
Трамвайна система TRAX у м. Солт-Лейк-Сіті

У агломерації Солт-Лейк-Сіті спостерігається значне поширення транспортно-орієнтованих забудов завдяки будівництву нових ліній громадського транспорту, таких як TRAX, FrontRunner і трамвайних ліній Управління транспорту Юти. Розвиток у районах Вест-Веллі, Фармінгтоні, Мюрреї, Прово, Кейсвіллі, Шугархаусі та центрі Солт-Лейк-Сіті показав швидке зростання та будівництво, незважаючи на економічний спад. Приріст населення Юти на 29,8 % більш ніж удвічі перевищив приріст населення загалом у країні (13,2 %).
Транспортна інфраструктура була значно модернізована за останнє десятиліття в результаті зимових Олімпійських ігор 2002 року та необхідності підтримки зростання населення. Це створило ряд орієнтованих на громадський транспорт комерційних і житлових проектів, які будуть запропоновані та завершені.

### Європа
Термін «забудова, орієнтована на громадський транспорт» як концепція, що народилася в США, рідко використовується в Європі, хоча багато заходів, які пропагуються у американській забудові, також використовуються і у Європі. Багато європейських міст вже давно побудовані навколо систем громадського транспорту, тому часто не було потреби виділяти цей тип забудови спеціальним терміном, як це є у США. Прикладом цього є Копенгагенський план Finger 1947 року, який втілив багато аспектів розвитку, орієнтованих на громадський транспорт, і досі використовується як загальна структура планування сьогодні. Також останнім часом цією концепцією зацікавилися вчені та техніки.

#### Париж, Франція

Район Дефанс, Париж

У той час як місто Париж має багатовікову історію, його основна структура датується 19 століттям. Мережа метрополітену була створена, щоб створити зв'язок між п'ятьма головними залізничними станціями та забезпечити мешканців зручним засобом пересуванням містом. У районі Париж-Сіті станції метро розташовані на відстані не більше 500 метрів одна від одної. Останні системи прокату велосипедів і автомобілів (Velib і Autolib) також спрощують подорожі, як наголошує TOD. Так само й нові трамваї, що з'єднують передмістя поблизу власне Парижа, а також трамвай № 3 на околицях Парижа.
Район Ла-Дефанс є прикладом великого району, орієнтованого на громадський транспорт.

## Результати впровадження TOD

### Вплив на довкілля
Впровадження принципів планування і подальшого розвитку забудови, орієнтованої на громадський транспорт зменшило кілька типів викидів у Лос-Анджелесі під час оцінки життєвого циклу; парникові гази, подразники дихальних шляхів і викиди, що утворюють смог, можуть бути зменшені приблизно на 30 % у TOD порівняно з районами з меншою щільністю. Це пов'язано з різними факторами, включно з тим, що мешканці мають більше можливостей подорожувати, зменшують відстані для подорожей для повсякденних справ, а також більшу щільність житла, що зменшує споживання енергії на одне помешкання.
У м. Дакка TOD також допоміг зменшити викиди CO2, пов'язані з подорожами, на рівні громади, зокрема під час робочих і шкільних поїздок, оскільки мешканці долають менші відстані до цих місць. І передбачається, що вдосконалення громадського транспорту, пішохідної та велосипедної інфраструктури, пов'язані з TOD та пов'язаною політикою, можуть покращити ці скорочення в Даці та інших містах, що розвиваються. Однак було також виявлено, що TOD є головним фактором ефекту міського теплового острова в Брісбені, який має вищу температуру та більш швидке підвищення температури, ніж у районах, де немає TOD. Ця різниця була пов'язана з тим, що TOD має більшу частину непористої землі та менше природних просторів, що необхідно враховувати при плануванні TOD.

### Економічний вплив
Було помічено, що забудова, орієнтована на громадський транспорт, зокрема вздовж ліній легкорейкового транспорту, збільшує кількість нових підприємств у Фініксі в межах однієї милі від станції, причому відкриття нових підприємств і галузі знань, послуг і роздрібної торгівлі стається на 88 %, 40 % і 24 % більше відповідно, ніж у районах, не пов'язаних з TOD. Проте в ТОД також відмічено зменшення виробничих потужностей; подібні результати, ймовірно, можна побачити в інших містах США.
Цінність кондомініумів у Сан-Дієго загалом зростає зі зменшенням відстані від станцій легкорейкового транспорту, збільшенням доступності районів і збільшенням доступних послуг. Це вказує на те, що TOD є кращим стилем сусідства серед людей, показуючи, що ринкове створення районів, орієнтованих на громадський транспорт, може бути можливим у мегаполісах США. Витрати мешканців були нижчими в добре розвинутих районах, незважаючи на загалом вищу вартість оренди через менше споживання енергії та витрати на проїзд. У Лос-Анджелесі заощадження становлять близько 3100 доларів на рік для однієї домогосподарства.

## Історія
Поняття «забудова, орієнтована на громадський транспорт» має свій початок у 1993 році з публікації книги Пітера Калторпа «Наступний американський мегаполіс». Калторп і його колеги заснували свою теорію на ідеалах руху Місто-сад.
Місто громадського транспорту (англ. transit city) — це тип міста, спланованого і побудованого на основі використання наявних та нових ліній громадського транспорту. У таких містах розвиток зосереджений навколо залізничних станцій чи трамвайних ліній, чи іншого більш доступного виду масового транспорту.
Transit city — виникло в індустріальному світі приблизно в 1850 році завдяки появі нових транспортних технологій — паровоза та електричного трамвая. Це сприяло швидшому переміщенню, що призвело до зростання міст, хоча більшість місць все ще залишалися в межах пішохідної або велосипедної доступності. У період з 1850 по 1940 рр. це був домінуючий тип міста в промислово розвинених країнах. Однак у менш розвинених частинах світу технологія масового транспорту не була прийнята настільки широко і багато міст залишалися пішохідними містами аж до 1970-х років, коли вони перетворилися безпосередньо на автомобільні міста.